# Chazys ekvation
Inom matematiken är Chazys ekvation differentialekvationen
{\displaystyle {\frac {d^{3}y}{dx^{3}}}=2y{\frac {d^{2}y}{dx^{2}}}-3\left({\frac {dy}{dx}}\right)^{2}.}
Den introducerades av Jean Chazy (1909, 1911) som ett exempel på en differentialekvation av tredje ordningen med en flyttbar singularitet som är en naturlig rand för dess lösningar.
En lösning ges av Eisensteinserien
{\displaystyle E_{2}(\tau )=1-24\sum \sigma _{1}(n)q^{n}=1-24q-72q^{2}-\cdots .}
Verkan på denna lösning av gruppen SL2 ger en familj av lösningar med tre parametrar.